# 沃思鎮區 (印地安納州布恩縣)
沃思鎮區（英語：Worth Township）是位於美國印地安納州布恩縣的一個行政鎮區。

## 地方資料
根據2010年美國人口普查的數據，沃思鎮區的面積為49.40平方千米，當中陸地面積為49.40平方千米，而水域面積為0.00平方千米。當地共有人口2454人，而人口密度為每平方千米49.68人。